# 2007 en Belgique
Chronologie de la Belgique
- 2003
- 2004
- 2005
- 2006
- 2007
- 2008
- 2009
- 2010
- 2011

Cette page recense des événements qui se sont produits durant l'année 2007 en Belgique.

## Chronologie
- 13 février : présentation au Sénat d’un rapport de plus d’un millier de pages intitulé La Belgique docile, montrant pour la première fois la responsabilité d’une partie des autorités belges quant à l’identification et à la persécution des juifs durant la Seconde Guerre mondiale.
- 10 juin : élections législatives fédérales. Recul du parti libéral du Premier ministre Guy Verhofstadt et du parti socialiste flamand, montée du parti chrétien-démocrate (campagne sur des thèmes régionaliste et identitaires) et du Vlaams Belang (populistes flamands).
- 7 novembre : les parlementaires flamands de la commission ad hoc de la Chambre, votent la scission inconditionnelle de l'arrondissement Bruxelles-Hal-Vilvorde après que les parlementaires wallons et francophones aient quitté la séance. Le vote est acquis en raison du fait que les députés flamands possèdent à eux seuls la majorité absolue des voix à la Chambre comme au Sénat. Les négociations en vue de la formation  du Gouvernement sont interrompues. Les quatre partis démocratiques francophones décident d'entamer une procédure juridique appelée « le conflit d'intérêts. »
- 8 novembre : le roi Albert II reçoit en audience Yves Leterme et lui demande de poursuivre sa tâche de formateur, puisque les quatre partis de la coalition orange-bleue ne réclament pas sa démission.

## Culture

### Architecture

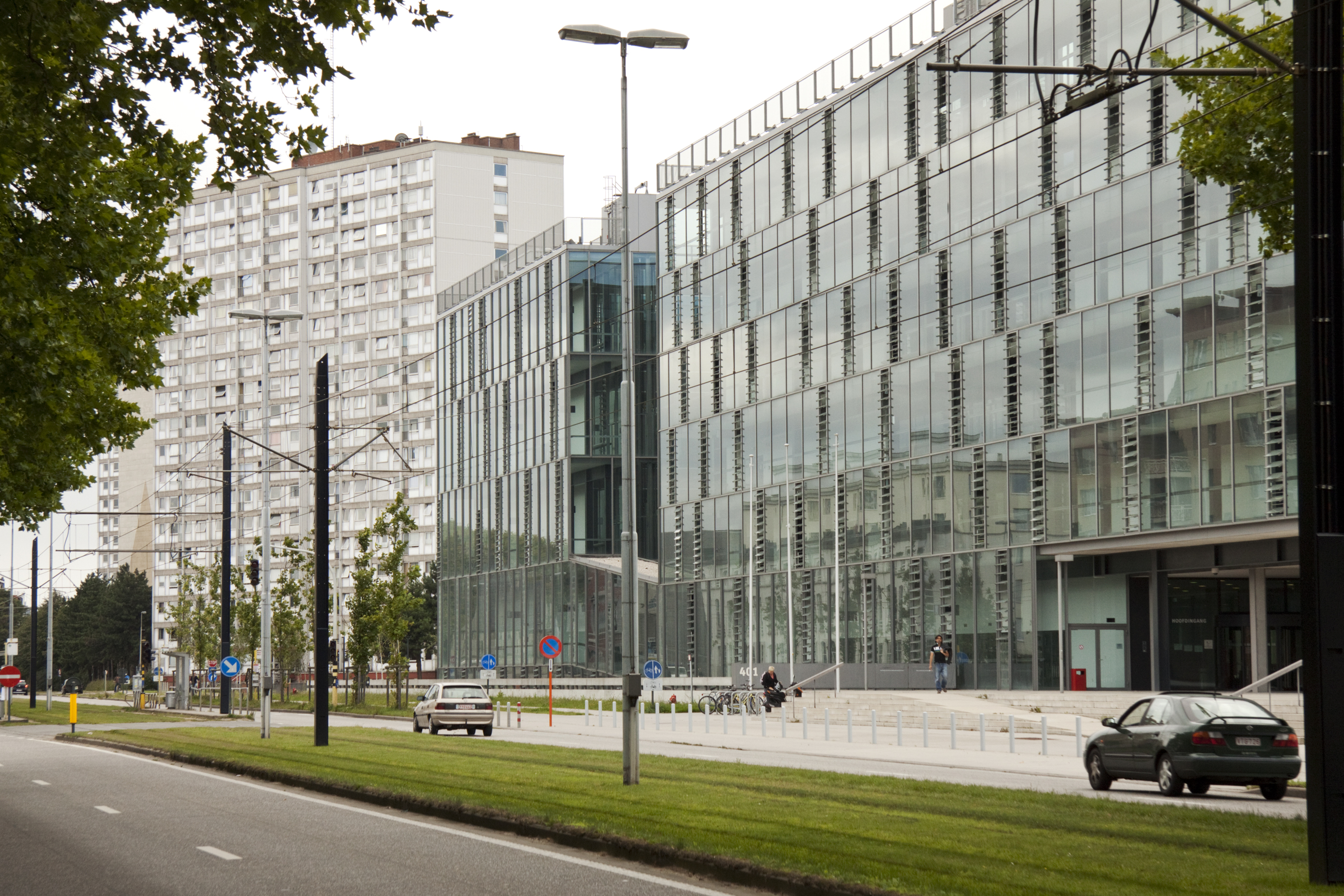
Palais de justice de Gand

### Littérature
- Prix Rossel : Diane Meur, Les Vivants et les Ombres (Sabine Wespieser).

## Sciences
- Prix Francqui : François de Callataÿ (histoire de l'Antiquité, numismatique ; ULB et Bibliothèque royale de Belgique).

## Statistiques
- Population totale au 1er janvier 2007 : 10 584 534 habitants[1].